# Краснов, Николай Петрович (архитектор)
Никола́й Петро́вич Красно́в (23 ноября (5 декабря) 1864, село Хонятино, Глебовской волости Коломенского уезда — 8 декабря 1939 года, Белград) — русский и югославский архитектор, академик, главный архитектор Ялты, автор проекта Ливадийского дворца.

## Биография
Николай Краснов родился в крестьянской семье. 29 ноября 1864 года он был крещён во Введенской церкви Новинского монастыря.
В 1876 году, в 12 лет, Николай стал учеником Московского училища живописи, ваяния и зодчества. Предполагают, что помог ему в этом либо С. М. Третьяков, бывший тогда попечителем учебных заведений в Коломенском уезде, либо П. И. Губонин. Учился под руководством известных в то время архитекторов и искусствоведов: Александра Степановича Каминского, Павла Петровича Зыкова, Константина Михайловича Быковского и других.
В Московском училище живописи, ваяния и зодчества проучился 10 лет. В 1882 году Н.Краснов оканчивает курс наук и переходит в старший проектный класс. В отделении «Зодчества» изучали 30 специальных дисциплин и проходили обширный курс общеобразовательных предметов.
За первый свой проект «Несгораемый театр» он в 1883 году был награждён Московским художественным обществом Малой серебряной медалью. Эта награда позволяла освободить Н. Краснова от уплаты за обучение, которая составляла 30 рублей в год. В это время он жил вместе с матерью в Москве в достаточно бедных условиях.
В конкурсе на Большую серебряную медаль, проект «Великокняжеский загородный дом» будущий строитель дворцов в Ялте потерпел неудачу по причине «неясностей исполнения».
В 1885 году он получает Большую серебряную медаль за проект «Гимназия». Это награда позволяла получить звания «классного художника 3-й степени, право самостоятельной работы в составлении проектов и строительстве зданий», а также получения личного почетного гражданства, если художник принадлежит к высшему сословию, а если не принадлежит, то получить по прошествии 10 лет за отличия в профессиональной деятельности.
В октябре 1885 года окончил училище. В 1911 году, был пожалован званием Архитектора Высочайшего Двора, чином статского советника. В 1913 году получил звание академика архитектуры.
Скончался 8 декабря 1939 года в Белграде. Похоронен в русском секторе белградского Нового кладбища. Могила архитектора находится возле памятника императору Николаю II, бывшему заказчику его архитектурных произведений.

#### Семья
- Жена — Анна Михайловна (урожд. Фарбштейн; 1864—1930), дочь ялтинского купца второй гильдии. Младшая сестра Анны Михайловны — Мария Михайловна Фарбштейн была замужем за архитектором Л.Н.Шаповаловым, который с 1913 года был городским  архитектором Ялты[2]. Лев Шаповалов сохранил архив архитектора Николая Петровича Краснова, после того, как Краснов эмигрировал.
- Дочь — Ольга (1889—1982, Оттава). Ее муж — Леонид Владимирович Хорват (1880—ок. 1960)[3]
  - Внук — Владимир (род. 1914). Трое правнуков — Ирина, Анна, Георгий живут в Канаде.
- Дочь — Вера (в замуж. Альбистон; 1894—1932, Манчестер, Великобритания).

## Работы в Крыму
В 1887 году переезжает в Ялту, 31 октября 1887 года Городская Дума утвердила прошение Николая Краснова в должности городского архитектора с правами государственной службы, окладом 900 рублей в год. Назначен на должность в 24 года и проработал на ней 12 лет. С 1889 по 1911 годы также занимался частной практикой.
На молодого архитектора легла полная ответственность за решение широкого круга вопросов, связанных со стремительным развитием Ялты как общероссийского города-курорта. Николай Краснов начинает свою работу с расширения набережной, которая к 1913 году стала главной улицей Ялты. В 1889 году он приступил к разработке нового плана развития города. Под его опекой сооружена городская канализация, осуществлена прокладка новых улиц, переименованы старые. Он лимитировал ширину улиц и высоту зданий, устранил хаотичность застройки в городе, построил гимназию, детскую больницу, благоустроил Пушкинский бульвар, укрепил берега реки Учан-Су подпорной стенкой и каменным парапетом, построил два железобетонных моста через речку, реконструировал порт.

### Отдельные здания и ансамбли
В списке работ по собственным проектам, лично составленном Красновым в 1913 году для Санкт-Петербургской Академии художеств, Краснов указывает свыше 60 значительных построек в Крыму, большая часть которых — это дворцы, виллы, особняки в Ялте, Алуште, Василь-Сарае, Гаспре, Гурзуфе, Коккозе, Кореизе, Ливадии, Массандре, Мисхоре, Симеизе, Симферополе, Феодосии.
| №  | Название                                                   | Изображение | Заказчик                                            | Населённый пункт | Год       | Архитектурное влияние        | Комментарий                                                                                     | Современное использование                     |
| -- | ---------------------------------------------------------- | ----------- | --------------------------------------------------- | ---------------- | --------- | ---------------------------- | ----------------------------------------------------------------------------------------------- | --------------------------------------------- |
| 1  | Храм Святого Иоанна Златоуста                              |             |                                                     | Ялта             | 1882      | русская неоготика            | перестройка проекта Г. И. Торичелли                                                             | действующий храм                              |
| 2  | Вилла «Отрада»                                             |             | Н. Д. Стахеев                                       | Алушта           | 1882      |                              |                                                                                                 | центр детского творчества                     |
| 3  | Собственный дом на Пушкинской                              |             | Н. П. Краснов                                       | Ялта             | 1888      | неоклассицизм                | построен архитектором накануне собственной свадьбы                                              | жилой дом                                     |
| 4  | Торговые ряды Стахеева                                     |             | Н. Д. Стахеев                                       | Ялта             | 1890      | неоренессанс                 |                                                                                                 | торговый центр                                |
| 5  | Дом Загордана                                              |             | И. Н. Загордан, учитель                             | Ялта             | 1890      | венский сецессион            |                                                                                                 | жилой дом                                     |
| 6  | Собор святого Александра Невского                          |             |                                                     | Ялта             | 1891-1902 | неорусский стиль             | совместно с П. К. Теребенёвым                                                                   | действующий храм                              |
| 7  | Дом Али Мурзы Булгакова                                    |             | Али Мурза Булгаков, местный предводитель дворянства | Ялта             | 1891      | неомавританский стиль        |                                                                                                 | жилой дом                                     |
| 8  | Доходный дом Крумана                                       |             | Ф. С. Круман, гласный городской думы                | Ялта             | 1892      |                              |                                                                                                 | жилой дом                                     |
| 9  | Ялтинская женская гимназия                                 |             | город Ялта                                          | Ялта             | 1893      | неоренессанс                 |                                                                                                 | школа                                         |
| 10 | Имение «Сельбилляр»                                        |             | княгиня Н. А. Барятинская                           | Ялта             | 1892-1894 | неоренессанс                 |                                                                                                 | музей-усадьба                                 |
| 11 | Александровская мужская гимназия                           |             | город Ялта                                          | Ялта             | 1894-1898 | неоренессанс                 |                                                                                                 | Институт виноградарства и виноделия «Магарач» |
| 12 | Дворец «Дюльбер»                                           |             | великий князь Пётр Николаевич                       | Мисхор           | 1895-1897 | неомавританский стиль        | первая работа для императорской семьи                                                           | санаторий                                     |
| 13 | Дом Соболева                                               |             | П. Ф. Соболев, купец                                | Ялта             | 1896      | французский ампир            |                                                                                                 | жилой дом                                     |
| 14 | Купальни Роффе                                             |             | А. И. Роф(ф)е, купец                                | Ялта             | 1897      | неомавританский стиль        |                                                                                                 | отель                                         |
| 15 | Доходный дом Сибирцевой                                    |             | Н. Д. Сибирцева                                     | Ялта             | 1898      |                              |                                                                                                 | жилой дом                                     |
| 16 | Дача Сибирцевой                                            |             | Н. Д. Сибирцева                                     | Ялта             | 1898      | неоклассицизм                |                                                                                                 | детский сад                                   |
| 17 | Дворец «Суук-Су»                                           |             | О. М. Соловьева                                     | Гурзуф           | 1900-1903 |                              |                                                                                                 | детский лагерь Артек                          |
| 18 | Дом Спендиарова                                            |             | А. А. Спендиаров                                    | Ялта             | 1901      | неогреческий стиль           | перестройка проекта Г. Ф. Шрейбера                                                              | жилой дом                                     |
| 19 | Дом Гофшнейдера                                            |             | И. Л. Гофшнейдер, купец                             | Ялта             | 1901      |                              |                                                                                                 | жилой дом                                     |
| 20 | Вилла Атаровой                                             |             | Е. О. Майтоп, купец                                 | Ялта             | 1901      |                              |                                                                                                 | Ялтинский историко-литературный музей         |
| 21 | Дом Бертье-Делагарда                                       |             | А. Л. Бертье-Делагард                               | Ялта             | 1901      |                              |                                                                                                 | ?                                             |
| 22 | Имение «Чаир»                                              |             | великий князь Николай Николаевич                    | Гаспра           | 1900-1902 | неогреческий стиль           |                                                                                                 | здание разобрано после Второй мировой войны   |
| 23 | Дача Семёнова                                              |             | Я. П. Семёнов                                       | Симеиз           | 1902      | модерн                       | совместно с Я. П. Семёновым                                                                     | жилой дом                                     |
| 24 | Здание Крымско-Кавказского горного клуба                   |             | Крымско-Кавказский горный клуб                      | Ялта             | 1902      |                              |                                                                                                 | здание разрушено в годы Второй мировой войны  |
| 25 | Доходный дом Касабова                                      |             | Ф. И. Касабов, строительный подрядчик               | Ялта             | 1902      |                              |                                                                                                 | жилой дом                                     |
| 26 | Собственный дом на Николаевской                            |             | Н. П. Краснов                                       | Ялта             | 1902-1903 |                              | местожительство семьи Красновых до эмиграции                                                    | снесён (?)                                    |
| 27 | Дворец княгини Гагариной                                   |             | княгиня А. Д. Гагарина                              | Алушта           | 1902-1907 |                              |                                                                                                 | санаторий                                     |
| 28 | Вилла «Ксения»                                             |             | В. А. Чуйкевич                                      | Симеиз           | 1904-1906 | северный модерн              | совместно с Я. П. Семёновым                                                                     | заброшено                                     |
| 29 | Дача Вяземской                                             |             | Г. В. Глинка                                        | Ялта             | 1900-е    |                              | реконструкция                                                                                   | жилой дом                                     |
| 30 | Гостиница «Джалита»                                        |             | Н. Н. Волков, частный поверенный (?)                | Ялта             | 1905      | швейцарский стиль            |                                                                                                 | здание разрушено в годы Второй мировой войны  |
| 31 | Католический храм Непорочного зачатия Пресвятой Девы Марии |             |                                                     | Ялта             | 1906      | неоготика                    |                                                                                                 | действующий храм                              |
| 32 | Доходные дома Мордвиновых                                  |             | граф А. А. Мордвинов                                | Ялта             | 1907      |                              |                                                                                                 | жилой дом/отель/торговый центр                |
| 33 | Церковь святой Нины                                        |             | великий князь Георгий Михайлович                    | Гаспра           | 1906-1908 | византийско-грузинский стиль |                                                                                                 | действующий храм                              |
| 34 | Усадьба «Мурад-Авур»                                       |             | Н. Н. Комстадиус                                    | Кореиз           | 1908-1911 | неороманский стиль           |                                                                                                 | частная вилла                                 |
| 35 | Имение «Харакс»                                            |             | великий князь Георгий Михайлович                    | Гаспра           | 1909      | шотландский стиль            |                                                                                                 | санаторий                                     |
| 36 | Вилла «Эльвира»                                            |             | И. А. Яцкевич, полковник                            | Симеиз           | 1909      | неомавританский стиль        | совместно с Я. П. Семёновым                                                                     | жилой дом                                     |
| 37 | Юсуповский дворец                                          |             | князь Ф. Ф. Юсупов                                  | Кореиз           | 1909      | неоренессанс                 |                                                                                                 | правительственная резиденция                  |
| 38 | Охотничий дом Юсупова                                      |             | князь Ф. Ф. Юсупов                                  | Коккоз           | 1908-1910 | неомавританский стиль        |                                                                                                 | детский лагерь                                |
| 39 | Юсуповская мечеть                                          |             | князь Ф. Ф. Юсупов                                  | Коккоз           | 1910      | неомавританский стиль        |                                                                                                 | действующий храм                              |
| 40 | Дом Шиллинга                                               |             | А. А. Шиллинг, почётный поставщик Высочайшего двора | Ялта             | 1910      | модерн                       |                                                                                                 | офис                                          |
| 41 | Вилла Свиягина                                             |             | Н.С. Свиягин, инженер-железнодорожник               | Симеиз           | 1910-1912 | неоклассицизм                | совместно с Я. П. Семёновым                                                                     | санаторий                                     |
| 42 | Ливадийский дворец                                         |             | император Николай II                                | Ливадия          | 1911      | неоренессанс                 | за этот проект архитектор удостоен звания академика архитектуры и архитектора Высочайшего двора | музей                                         |
| 43 | Детский дворец в имении «Ай-Тодор»                         |             | великий князь Александр Михайлович                  | Гаспра           | 1912      |                              |                                                                                                 | детский санаторий                             |
| 44 | Васили-Сарай                                               |             | Семья Устиновых                                     | Василь-Сарай     | 1912-1914 | неоклассицизм                | авторство не подтверждено                                                                       | санаторий                                     |
| 45 | Вилла «Мечта»                                              |             | А. Л. и А. М. Керковы                               | Симеиз           | 1913-1917 | неомавританский стиль        | совместно с Я. П. Семёновым                                                                     | заброшено                                     |
| 46 | Вилла «Виктория»                                           |             | С. С. Крым                                          | Феодосия         | 1914-1916 | испано-мавританский стиль    |                                                                                                 | санаторий                                     |
| 47 | Здание Общества взаимного кредита                          |             | Общество взаимного кредита                          | Симферополь      | 1914-1916 | эклектика                    |                                                                                                 | банковский офис                               |
| 48 | Синематограф «Баян»                                        |             | ?                                                   | Симферополь      | 1915      | модерн                       | авторство не подтверждено                                                                       | кинотеатр                                     |
| 49 | Санаторий императрицы Александры Федоровны                 |             | императрица Александра Федоровна                    | Массандра        | 1915-1916 |                              | за этот проект архитектор удостоен звания действительного статского советника                   | здание разрушено Крымским землетрясением      |

### Ливадийский дворец
Ливадийский дворец (1909—1911) — самое знаменитое сооружение архитектора.
Ансамбль дворца построен по личному заказу императора Николая II.
Освящение закладки фундамента Ливадийского дворца состоялось 23 апреля 1910 года, но работу над проектом Н. П. Краснов вёл уже с осени 1909 года. Несмотря на трудности строительства, непогоду, морозную зиму, снегопады 20 сентября 1911 года в Ливадии праздновали новоселье.
Дворец построен в стиле итальянского Ренессанса; этот стиль в дореволюционном искусствоведении именовался «нежным». Дворцовый комплекс, парк, здания, украшенные резьбой по мрамору, скульптуры, интерьеры комнат, парадные залы — все они были созданы за 17 месяцев. Официальная сдача и освящение дворца состоялась 14 сентября 1911 года. Архитектор «угодил всем, даже горничным». При создании Ливадийского дворца Н. П. Краснов проявил незаурядные инженерные способности. Сохранились архивы строительных работ.
Участники строительства имении «Ливадия» были отмечены Министерством Императорского Двора за высокий уровень исполнения царского заказа. Более всего чествовали, как выразился Николай II, самого «виновника торжества» — архитектора Краснова. Старшая дочь архитектора — Ольга входила в группу технических помощников во время строительства Ливадийского дворца. 
Звания, награды, почетные назначения последовали одно за другим. 5 октября 1911 года Н. П. Краснов был пожалован в Архитекторы Высочайшего Двора и награждён орденом Св. Владимира 4-й степени, 6 декабря того же года причислен к Главному Управлению Уделов с возложением затем на него «технического наблюдения за всеми строительными и мебельно-обойными работами во дворцах и прилегающих к ним постройках», которые планировались в последующие годы в Ливадии. В октябре 1913 года ялтинский зодчий избирается Петербургской Академией художеств академиком и утверждается в чине надворного советника.

## Эмиграция и работы в Югославии

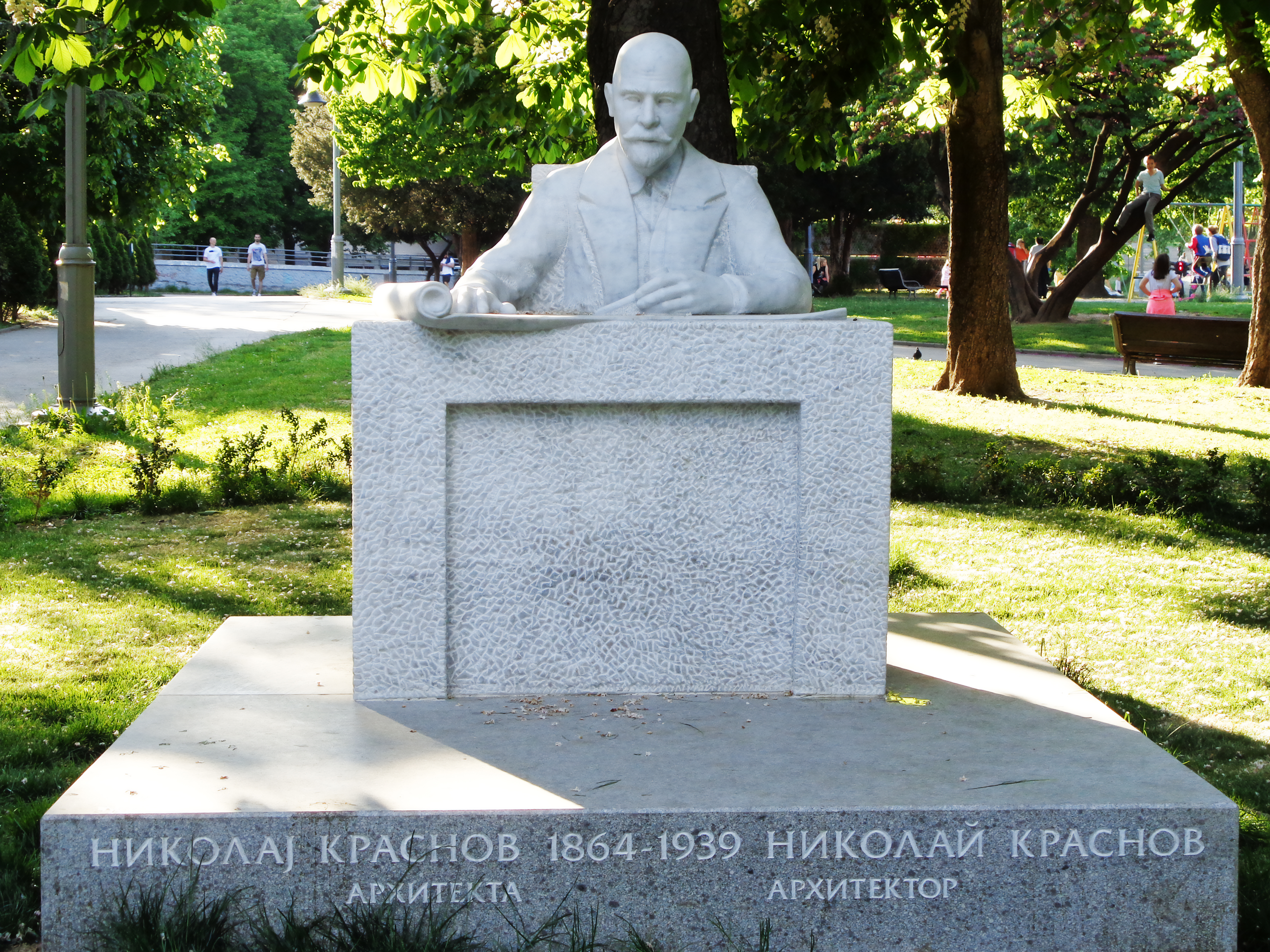
Белград

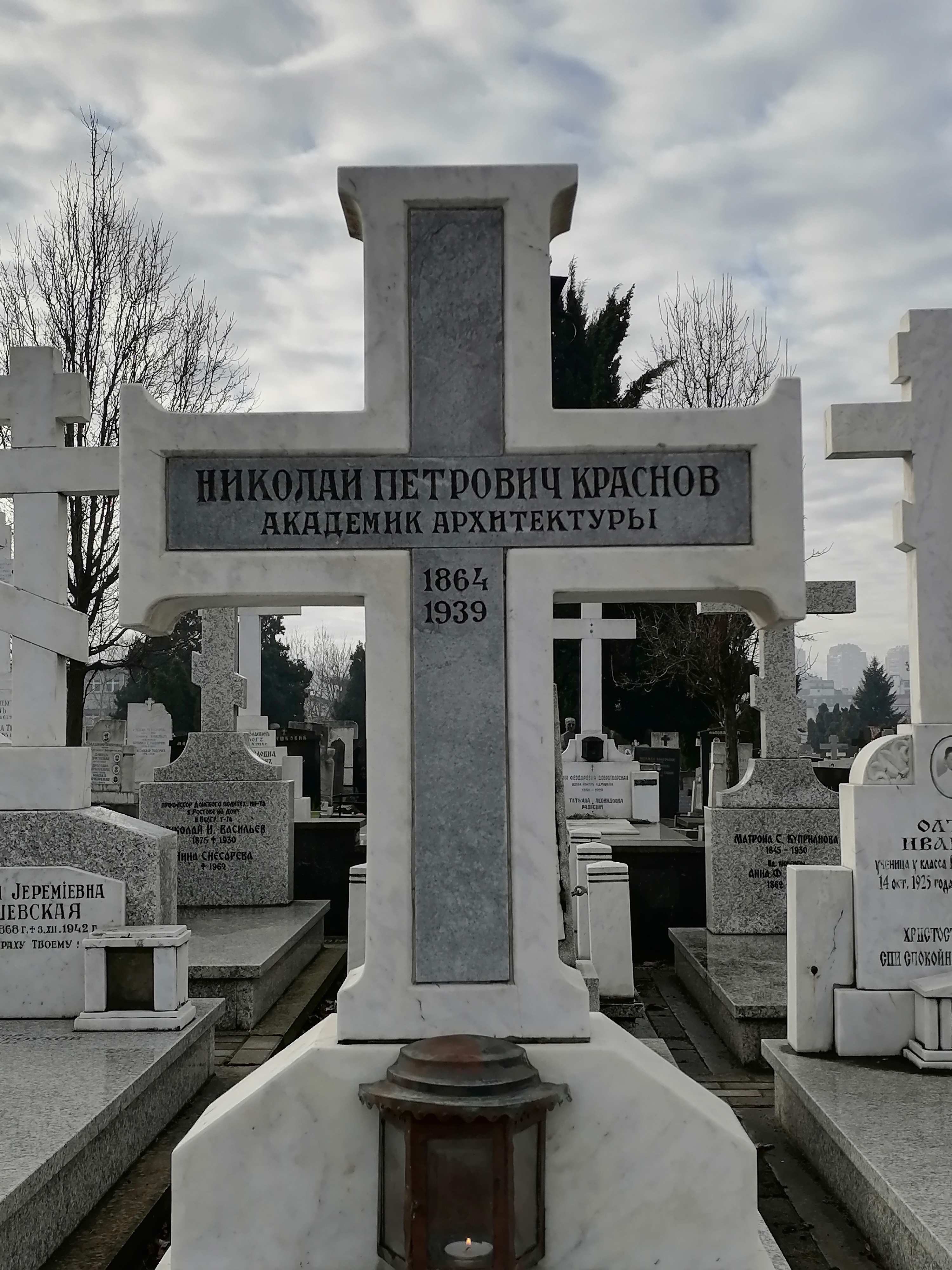
Белград

В 1919 году вместе с женой Анной Михайловной, дочерьми — Верой и Ольгой, зятем Л.Хорватом и маленьким внуком Владимиром эмигрировал на пароходе «Бермудиан» в Константинополь.
В 1920—1922 годах проживал с семьёй на Мальте. С 1922 года — в Белграде.
В Белграде Краснов устроился в Министерство строительства Королевства СХС, где стал инспектором Архитектурного отделения, в котором 17 лет, до самой смерти в 1939 году руководил проектной группой в отделе по монументальным строениям. На всех своих белградских проектах Краснов подписывался как Никола. Никола Краснов оставил после себя самый значительный след в архитектуре Белграда.
Работы в Югославии:
- Оформление резиденций правящей королевской семьи Карагеоргиевичей в Белграде, в частности, Королевского дворца в районе Дединье; разработал для него интерьер, созданный в стиле московского Кремля.
- Семейная мемориальная церковь династии Карагеоргиевичей на Опленце.
- Участие в проектировке и строительстве здания Народной скупщины (парламента) в Белграде: фасад, часть интерьеров (здание заложено в 1907 году, закончено в 1936 году); парк возле здания и ограда.
- Нынешнее здание Правительства Сербии (тогда Министерство Финансов). Построено в 1926—1928 годах и достроено в 1938 году, также по проекту Краснова.
- Здание Министерства Иностранных Дел (в то время — Министерство леса и рудников) — выстроено в 1926—1929 годах и представляло собой одно из самых больших зданий Белграда в первой половине XX века.
- Здание Государственного архива в Белграде.
- Реконструкция мавзолея Петра II Петровича Негоша (Негошева часовня) на горе Ловчен в Черногории.
- Сербское военное кладбище в Салониках (Союзные кладбища Зейтенлик).
- Сербское военное кладбище на островке Видо при входе в греческий порт Керкира.

## Память

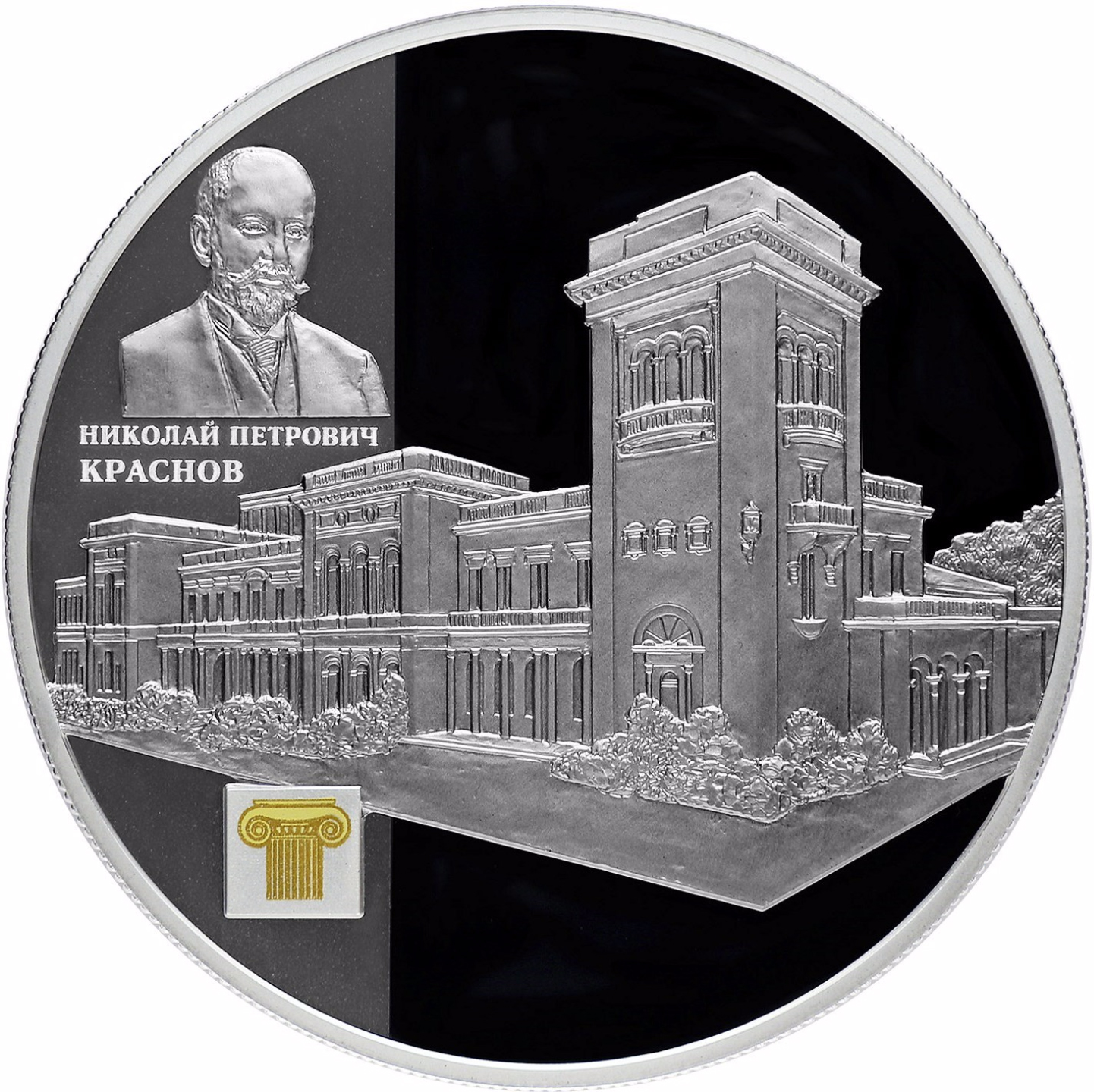
Серебряная памятная монета Банка России номиналом 25 рублей (2015)

7 августа 2015 года на набережной Ялты был открыт памятник архитектору Краснову. На церемонии открытия памятника присутствовал советник Президента Российской Федерации по вопросам региональной экономической интеграции Сергей Глазьев.
8 декабря 2019 года в Белграде, Сербия, был установлен памятник архитектору-эмигранту Николаю Краснову в 80 годовщину со дня смерти.

## Интересные факты
- Анкета Н. П. Краснова, прибывшего в эмиграцию на о. Мальту из России в 1920 году[7]:

Прибыл из Крыма на пароходе «Бермудиан» в мае 1919 года с женой Анной Михайловной 55 лет, двумя дочерьми — Ольгой и Верой Николаевнами 30 и 24 лет, зятем Хорватом Леонидом Владимировичем 29 лет и внуком Владимиром 6 лет. Постоянное место жительства — г. Ялта Таврической губернии. В России остались бумаги и акции в банке в Москве; материальное положение — средств нет; какой труд желает получить — по специальности; куда хочет ехать и когда — в Крым, когда будет спокойно. Адрес: Мальта, беженский дом. Дата заполнения: 25 июня 1920 г.

- Академик Ф. Г. Беренштам в статье, озаглавленной пушкинской строкой о Тавриде «Волшебный край, очей отрада», писал[7]:

Сравнительно мало зодчих, которым выпадает счастье строить в подобных условиях. Но таким счастливцем оказался Н. П. Краснов.

- Николай II, одним из первых посетивший Коккоз по завершении строительства Охотничьего дома, писал матери, императрице Марии Федоровне, 9 ноября 1911 года[7]:

Неделю назад Юсуповы пригласили Ольгу, Татьяну и меня в их новое имение Коккоз (по татарски значит синий глаз) по ту сторону Ай-Петри. Дом, только что выстроенный арх. Красновым в старом татарском стиле; очень красиво и оригинально.

Дом Краснова в Ялте
(ул. Пушкинская, 19)

- При жизни Н. П. Краснов получил известность, о его архитектурном наследии писали статьи в журналах «Искусство и художественная промышленность» и «Зодчий» с 1898 года. Однако в 1925 году с резкой критикой архитектора выступил поэт, художник, литературный критик Максимилиан Волошин.[источник не указан 237 дней]
- 2009 год был объявлен в Ялте Годом архитектора Н. П. Краснова в честь 145-летия со дня его рождения и 70-летия со дня смерти в связи с его значительным вкладом в создание исторического облика Ялты[8].
- В Ялте Краснов жил в собственном доме (ныне ул. Пушкинская, 19), на фасаде которого находятся кариатиды[9]. Затем за заслуги перед городом ему был выделен участок земли (ныне это территория пансионата «Заря».

## Документалистика
- Созидатель Краснов (2017). Документальный фильм из цикла «Русские в мировой культуре». С участием сербского архитектора Драгомира Ацовича. ООО «Вифсаида» по заказу ГТРК «Культура».